# Dariusz Brzozowski
Dariusz Brzozowski, detto Daray (Nowy Dwór Mazowiecki, 30 gennaio 1980), è un batterista polacco.
Batterista e percussionista delle band black metal Vesania e Dimmu Borgir (dal 2008).

## Discografia

### Vesania
- 2003 - Firefrost Arcanum
- 2005 - God the Lux
- 2007 - Distractive Killusions
- 2008 - Rage of Reason

### Pyorrhoea
- 2004 - Desire for Torment

### Neolithic
- 2003 - Team 666

### Sunwheel
- 2004 - Monuments of the Elder Faith

### Vader
- 2004 - Beware the Beast
- 2004 - The Beast
- 2005 - The Art of War
- 2006 - Impressions in Blood
- 2007 - ...And Blood Was Shed in Warsaw
- 2008 - V.666

### Black River
- 2008 - Black River

### Hunter
- 2009 - Hellwood

### Dimmu Borgir
- 2010 - Abrahadabra
- 2018 - Eonian